# PVO-System
Das PVO-System ist ein System des Gedächtnistrainings, das auf kleinen Geschichten in Verbindung mit der Loci-Methode aufbaut.
Die einzelnen Buchstaben stehen dabei für Person, Verb, Objekt.

## Vorgehensweise
Um sich z. B. eine Reihe von Ziffern zu merken, werden diese codiert und in eine Geschichte eingebaut. Die Codierung kann entweder rein willkürlich oder nach einem Buchstaben-Code wie dem Major-System geschehen. Um bei der Erfindung der Geschichte flexibler zu sein, können nach dem PVO-System immer zwei alternative Wörter genutzt werden. Wenn am aktuellen Punkt in der Geschichte beispielsweise eine Person oder ein Verb passt, die aktuellen Ziffern aber das Wort „Tor“ (14 im Major-System) nahelegen, kann zu diesem Objekt eine naheliegende Person („Klose“, „Pförtner“) oder ein naheliegendes Verb („schießen“, „öffnen“) als Alternative genutzt werden. Dadurch bleibt die Geschichte kürzer, da kein Wort extra eingebaut werden muss.

## Weblink
- Erläuterung des PO, PVO, … bei memocamp.com